# MC Post Leipzig

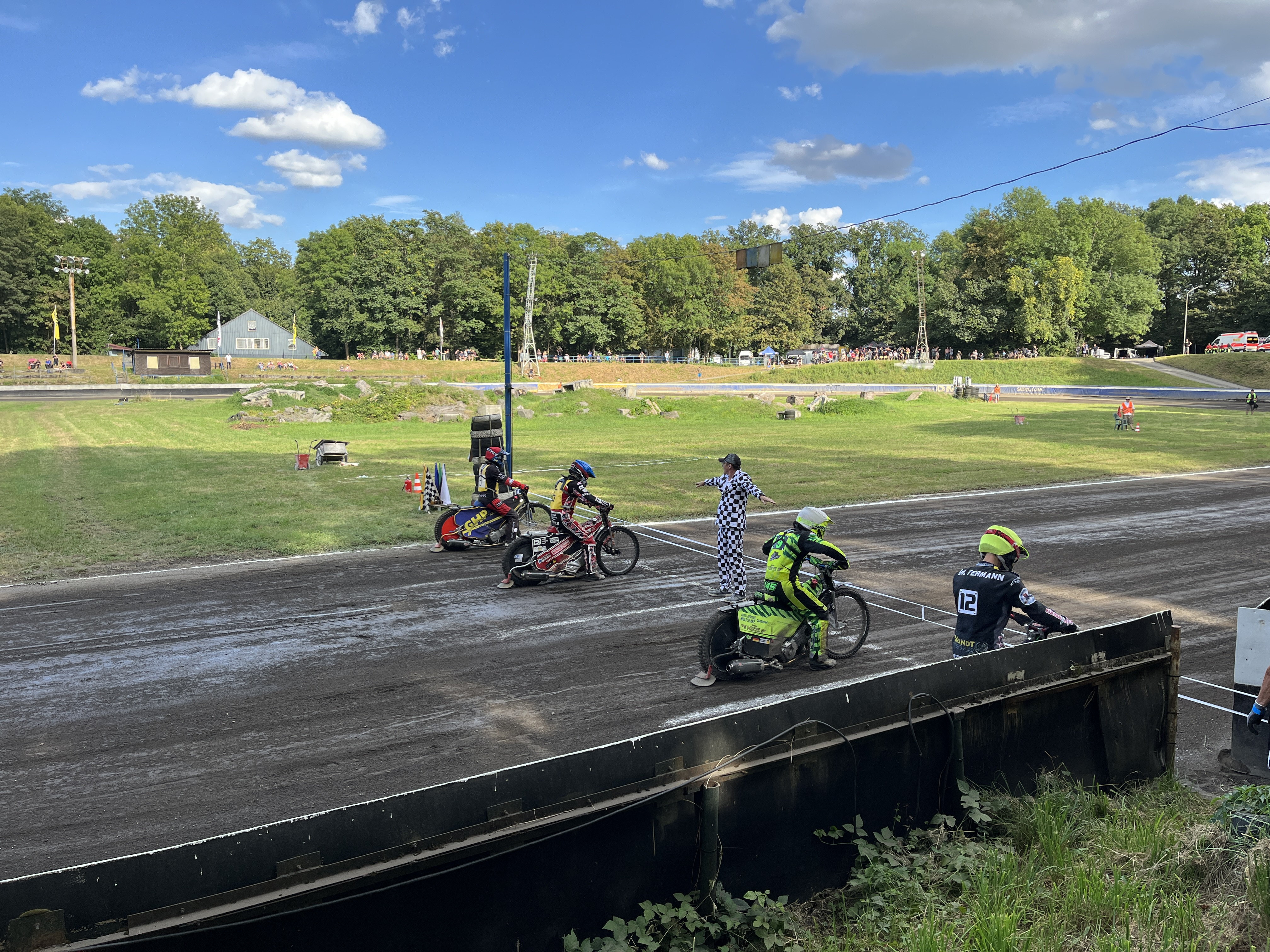
Unmittelbar vor dem Start zu einem Speedwayrennen im Motodrom, im Hintergrund links ist der Giebel des Vereinsheims erkennbar (2024)

Der MC Post Leipzig (vollständiger Name: MC Post Leipzig e. V. im ADAC) ist ein deutscher Motorsportverein aus Leipzig, der sich auf Speedwayrennen und Motorrad-Trial spezialisiert hat. Er betreibt die einzige Speedwayrennstrecke in der Metropolregion Mitteldeutschland.

## Geschichte
Als Ursprung des Vereins gilt die (vorwiegend durch Sand- und Grasbahnfahrer) im Oktober 1949 gebildete Sektion Motorsport innerhalb der BSG Lokomotive Mitte Leipzig. Drei Jahre später gründete sich innerhalb der seit dem 1. April 1949 bestehenden BSG Post Leipzig ebenfalls eine Sektion Motorsport, zu der einige Sportler wechselten. – Nach dem damaligen Gewerkschaftsbereich bzw. Trägerbetrieb wurde die Bezeichnung Post im Vereinsnamen geführt und bis in die Gegenwart beibehalten.
Im März 1963 löste sich die Motorsport-Sektion auf, es wurde der MC Post Leipzig im ADMV gegründet.
Auf der 1975 vom Verein gemeinsam mit Unterstützung der Stadt Leipzig errichteten Rennstrecke wurden ab 1978 Läufe zur DDR-Meisterschaft im Bahnsport (Solo und Seitenwagen) ausgetragen. In den 1980er-Jahren lockten die Veranstaltungen um den Messe-Pokal jährlich bis zu 3500 Zuschauer an die Strecke. Auch vor der politischen Wende wurden bereits Veranstaltungen mit internationalen Fahrern ausgetragen. Bis 2004 fanden rund 12 Speedwayveranstaltungen im Jahr statt.
Ein ganz besonderes Erlebnis in Leipzig und über die Stadtgrenzen sehr beliebt waren die unter Flutlicht ausgetragenen Rennläufe im Motodrom am Cottaweg. Das Motodrom wurde in den 1980er Jahren als schönste Sportstätte Leipzigs ausgezeichnet.
Im Jahr 2005 wechselte der Verein vom ADMV zum ADAC als Dachverband und führt seither die vollständige Bezeichnung MC Post Leipzig e. V. im ADAC.
Bis 2016 wurde jedoch keine Rennen mehr ausgetragen. Seither finden wieder regelmäßig, jedoch deutlich weniger Veranstaltungen pro Jahr statt.
2019 wurde der MC Post Leipzig vom ADAC zum Talentstützpunkt befördert, neben der Anlage in Meißen der Einzige dieser Art in Sachsen.
Seit 2021 werden, neben weiteren Serien, Läufe zur Norddeutschen Bahnmeisterschaft (NBM) durchgeführt.

## Rennstrecken

### Bahnrennen in Panitzsch, wechselnde Strecken

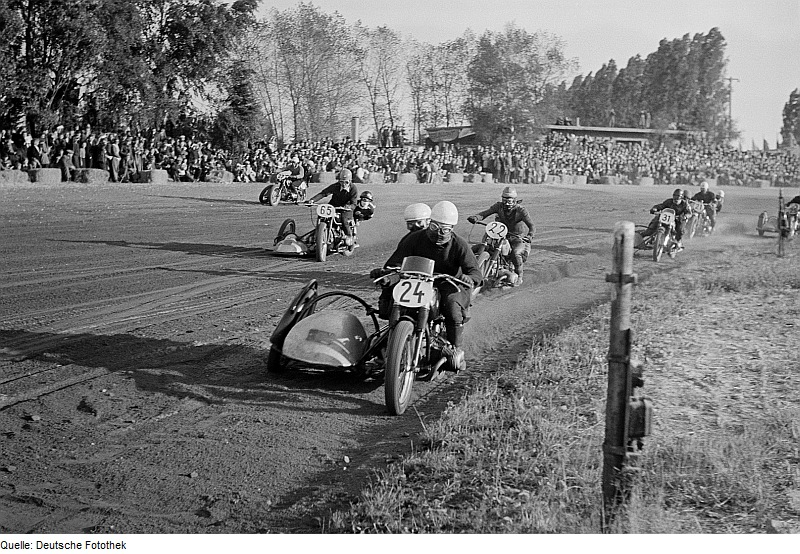
Sandbahnrennen auf der ehemaligen Trabrennbahn in Panitzsch (1951)

Bis 1959 wurden auf der östlich von Leipzig gelegenen, 1930 eröffneten Trabrennbahn Panitzsch Sandbahnrennen gefahren. Weitere elf Rennen, mit Läufen zu DDR-Meisterschaften (an denen ab 1951 auch westdeutsche Fahrer beteiligt waren), folgten. Die Rennen lockten Tausende Zuschauer an. Das letzte Sandbahnrennen wurde am 4. Oktober 1959 ausgetragen, man gab den Standort aufgrund des schlechten Streckenbelags auf.
1960 richtete man ein Grasbahnrennen auf der Leipziger Festwiese aus. Anfang der 1970er-Jahre wurden Grasbahnrennen im „Küchenholz“ nahe der Antonienstraße im Stadtteil Kleinzschocher veranstaltet, das letzte Rennen fand 1974 statt; Die Gesellschaft für Sport und Technik hatte das Gelände erworben.

### Motodrom am Cottaweg
Die Rennstrecke des Verein ist seit 1975 das Motodrom am Cottaweg im westlich der Innenstadt gelegenen Stadtteil Lindenau.
Am Standort war nach Ende des Zweiten Weltkriegs ein aus Kriegstrümmern zu errichtendes Radrennoval geplant. Es waren bereits Aufschüttungen durchgeführt worden, als der Entscheid zum Bau der Alfred-Rosch-Kampfbahn in Kleinzschocher fiel. Das Gelände lag daraufhin lange Zeit brach und verwilderte. Motocrossfahrer die dort illegal trainierten, machten den damaligen Vorsitzenden des MC Post auf den Ort aufmerksam. Der trug Anfang 1975 bei der Stadtverwaltung das Ansinnen zum Bau einer permanenten Sandbahn vor, was auch genehmigt wurde. Durch freiwillige Arbeitseinsätze wurde das Gelände in kurzer Zeit soweit hergerichtet, das bereits im Mai 1975 ein erstes Sandbahnrennen durchgeführt wurde. Im folgenden Jahr wurde die Bahnlänge auf die gegenwärtigen rund 400 Meter gekürzt um Speedwayrennen durchzuführen, dafür wurde auch eine Bande errichtet.
Über die Jahrzehnte wurde das Rennoval sowie die Nebenanlagen den Erfordernissen angepasst, aber kaum verändert. So wurde 1983 eine Flutlichtanlage in Betrieb genommen. Im Inneren des Ovals wurde ein Trailpark angelegt, der 2010 bis 2015 bedeutend ausgebaut wurde.
Das Motodrom liegt zwar weit entfernt von Wohngebieten, die durch Lärm beeinträchtigt würden, jedoch inmitten des 1998 festgesetzten Landschaftsschutzgebietes Leipziger Auwald. Dadurch gab es seitens der Fraktion der Partei Bündnis 90/Die Grünen im Stadtrat einen Antrag, den Pachtvertrag mit dem MC Post Leipzig für das städtische Gelände nicht zu verlängern. Der Verein solle mit Hilfe der Stadt eine neue Stätte erhalten und das bisherige Gelände renaturiert werden. Mangels Erfolgsaussichten wurde der Antrag aus dem Jahr 2022 vor der Abstimmung zurückgezogen.

## Erfolge
- Sieger des Deutschen Mannschaftspokals: 1995, 1999
- Manuel Rau: Norddeutscher Meister 2021 in der Klasse Speedway U21
- Patrick Hyjek: Deutscher Vizemeister 2024 in der Klasse Speedway U21